# Wiczián Dezső
Wiczián Dezső (Csehberek, 1901. szeptember 23. – Budapest, 1961. december 7.) teológiai tanár.

## Élete
Lelkészcsaládban született, apja, Viczián Lajos csehbrézói lelkipásztor, anyja, Svehla Erzsébet a szinóbányai lelkész lánya volt.
Gimnáziumi tanulmányait Besztercebányán és Aszódon végezte, Budapesten és Sopronban hallgatta a teológiát. 1924-ben Lipcsében, Erlangenben és Berlinben tanult. Ezután vallástanárként működött, 1930-ban teológiai doktor lett Sopronban. 1936 és 1950 között a Pécsi Tudományegyetem Sopronba kihelyezett evangélikus hittudományi karán tanított. 1950-től a karból alakult Evangélikus Teológiai Akadémián először Sopronban, majd annak 1951-es Budapestre költözését követően 1958-ig az egyetemes egyháztörténetet is oktatta.

## Fontosabb művei
- Luther mint professzor (Budapest, 1930)
- Az újabb Luther-kutatás főbb irányai és eredményei (Sopron, 1936)
- Az egyház története (I – II., Sólyom Jenővel, Győr, 1942)